# 9726 Verbiscer
9726 Verbiscer è un asteroide della fascia principale. Scoperto nel 1981, presenta un'orbita caratterizzata da un semiasse maggiore pari a 2,8696428 UA e da un'eccentricità di 0,0315706, inclinata di 1,07263° rispetto all'eclittica.